# Joseph Lagrange
Este artículo se refiere al militar. Para el científico cuasi homónimo, véase Joseph-Louis de Lagrange.
Joseph Lagrange (Sempesserre, 10 de enero de 1763 – París, 16 de enero de 1836) fue un militar francés.
Entró en 1794 como capitán en el segundo batallón de voluntarios de Gers. Ascendió rápidamente los primeros escalafones. Su conducta y talento desplegados al inicio de las campañas de Egipto y de Siria le merecieron el grado de general de brigada. Se señaló y destacó particularmente en los asedios de El Arish y de San Juan de Acre, y en la batalla de Heliópolis. A la vuelta de la expedición de Egipto, fue nombrado inspector general de la gendarmería y general de división. Se le confió, en 1805, el mando en jefe de una expedición a las Antillas. De vuelta en Europa, a comienzos de 1806, contribuirá, en 1807, al éxito de la campaña de Prusia.
Durante la formación del Reino de Westfalia, Lagrange pasa al servicio del rey Jerónimo Bonaparte, que le nombra ministro de la guerra y le escoge como jefe de Estado Mayor. Llamado en 1808 a la Armée d'Espagne, participó en las operaciones para sofocar el Levantamiento del 2 de mayo en Madrid, siendo el responsable de ocupar el Cuartel de Monteleón. Posteriormente, se distinguiría en el ataque de Lascanti, el 18 de noviembre, persiguiendo al enemigo espada al cinto hasta Terracina. También contribuyó en gran medida a la victoria de la batalla de Tudela.
Llamado de nuevo a la Armée d'Allemagne, en 1809, se le otorgó el comando de las tropas que formaban el contingente del Gran Duque de Baden, y del gobierno general de la Alta Suabia al principio de la Campaña de Rusia; fue puesto al mando de una división del 9.º cuerpo de ejército, y se distinguió en todas las acciones en que tomó parte su división. También se distinguió más tarde en la campaña de Francia, especialmente en el combate de Champ-Aubert, donde fue gravemente herido en la cabeza. Retirado cerca de Gisors durante la primera Restauración, presidió, en 1817, el colegio electoral del departamento de Gers, y fue nombrado al año siguiente inspector general de la gendarmería. En 1830, fue mandado a la reserva.
Murió el 16 de enero de 1836. Su nombre figura inscrito en el Arco de Triunfo parisino, en el lado Oeste.

## Fuente
- Voz «Joseph Lagrange», en MULLIÉ, Charles, Biographie des célébrités militaires des armées de terre et de mer de 1789 à 1850, Poignavant et Compagnie, 1852. (Puede consultarse la obra completa —por iniciales— en la versión en francés de Wikisource).

- Datos: Q3185198
- Multimedia: Joseph Lagrange / Q3185198